# Robinho
Robson de Souza (São Vicente, 25. siječnja 1984.), poznatiji kao Robinho, umirovljeni je brazilski nogometaš.
Brazilska nogometna legenda Pelé osobno je izabrao Robinha kao svog nasljednika dok je ovaj imao tek 15 godina i odveo svoj tadašnji klub Santos do naslova prvaka Brazila. To je bio prvi put da je Santos osvojio brazilsko prvenstvo nakon što je Pele igrao za klub. Od tada Robinho je osvojio još jedno brazilsko prvenstvo, te dva španjolska prvenstva s Real Madridom. Robinho je također osvojio i Copa America te dva konfederacijska kupa s brazilskom nogometnom reprezentacijom.

## Nogometna karijera

### Santos
Godine 2002., u dobi od 18 godina, Robinho je potpisao prvi profesionalni ugovor s nogometnim klubom Santos iz Brazila. U prvoj sezoni ubilježio je 24 nastupa i zabio jedan pogodak, a svojim igrama doprinio je naslovu prvaka brazilske lige koju je te godine Santos osvojio. S istim klubom je 2003. godine došao do finala Copa Libertadores u kojem su izgubili od Boca Juniorsa. U sezoni 2003./04. Robinho je zabio 21 gol u 37 utakmica i odigrao ključnu ulogu u još jednom Santosovom osvajanju naslova prvaka brazilske lige. Zahvaljujući njegovoj odličnoj formi, mnogi prestižni europski klubovi zainteresirali su se za njega već u ljeto 2004. godine, ali je Robinho ostao u Santosu još jednu sezonu nakon što je klub odbio sve ponude. Sljedeće sezone došlo je do drastičnog pada forme zbog otmice njegove majke, Marine da Silve Souze, koju su otimači oteli 6. studenog, ali su je neozlijeđenu pustili šest tjedana kasnije, nakon što je plaćena otkupnina. Robinho je zabio 9 golova u 12 utakmica, a njegova je vrijednost rasla zajedno s formom pa su europski klubovi postali sve više i više zainteresiraniji za ovog igrača. Klub Santos je uskoro shvatio da će postati gotovo nemoguće zadržati Robinha. U srpnju 2005. godine, španjolski gigant Real Madrid platio je 24 milijuna eura i doveo Robinha u Europu.

### Real Madrid
Nakon što je došao u klub, Robinho je dobio dres s brojem 10 kojeg je prije njega nosio Luis Figo. U prvoj sezoni zabio je 14 golova u 37 nastupa. Na početku sezone 2006./07., Robinho i David Beckham nisu bili previše favorizirani od tadašnjeg predsjednika kluba Ramona Calderona i tadašnjeg trenera kluba Fabia Capella pa su obojica nekoliko prvih mjeseci proveli na klupi, čak i nakon što je Robinho proglašen igračem utakmice u susretu s Barcelonom. Tek nakon zimske stanke, Robinho i David Beckham našli su se u prvoj jedanaestorici i odigrali ključne uloge u Realovom tridesetom trijumfu u španjolskoj nogometnoj ligi. Ta titula ujedno je označila i treću Robinhovu titulu u karijeri.
Capello je uskoro otpušten, a na njegovu stolicu sjeo je Bernd Schuster. Robinho je sezonu 2007./08. završio s jedanaest postignutih golova u španjolskoj ligi i 8 asistencija, kao i četiri postignuta gola u Ligi prvaka. Na početku drugog dijela sezone se ozlijedio i nije se oporavio kako bi pomogao svom klubu u Ligi prvaka protiv Rome, iako je samo tjedan dana ranije (3. ožujka 2008. godine) odigrao fantastičnu utakmicu u kojoj je s dva postignuta pogotka protiv Recreativa u gostima omogućio Realu da ostane na prvom mjestu i zadrži prednost pred rivalom Barcelonom – prednost koju su zadržali do kraja sezone i osvojili trideset prvu titulu (Robinhovu četvrtu).
Za vrijeme karijere u Madridu, Robinho je postao treći najbolji strijelac iza Raula i Van Nistelrooya. Također je došao na drugo mjesto najboljih asistenata, iza Gutija, a jedini je realov igrač, uz golmana Casillasa, koji je završio u nominacijama za 10 najboljih nogometaša svijeta prema izboru FIFA-e u sezoni 2007./08.
Ramon Calderon je u dva navrata odbio produžiti Robinhov ugovor, nakon što mu je obećao da će ga obnoviti sredinom sezone, a kasnije i na kraju sezone. Međutim, već tada je Calderon planirao da će mu Robinho poslužiti kao savršeni mamac za dovođenje Cristiana Ronalda iz Manchester Uniteda. Robinho je za to saznao tek kasnije, nakon što je prvotni dogovor s Cristianom Ronaldom propao zbog toga što trener Manchestera Alex Ferguson nije htio pregovarati s Realom. Real je tada htio obnoviti Robinhov ugovor, tek nakon što su pregovori s Cristianom Ronaldom u potpunosti propali.
Robinho je ipak zahtijevao da ode iz kluba i činilo se da će preći u Chelsea. Međutim, nakon što Chelsea nije htio platiti cijenu koju je Real tražio, Robinho je izabrao Manchester City kao svoju novu nogometnu destinaciju. 

### Manchester City
Dana 1. rujna 2008. godine, posljednjeg dana ljetnog prijelaznog roka, Robinho je potpisao četverogodišnji ugovor u vrijednosti od 42,5 milijuna eura s Manchester Cityjem. Plaća mu je tada iznosila 160 tisuća funti tjedno. Ovaj transfer dogodio se na isti dan kada je kompletni klub otkupila arapska kompanija Abu Dhabi United Group. 
Iako se špekuliralo da će Robinho prijeći u londonski klub Chelsea (nemali broj puta i sam Robinho je izražavao zainteresiranost za igranjem u Londonu) što je 27. kolovoza potvrdio i izvršni direktor Chelsea Peter Kenyon rekavši da je siguran da će sve proći u najboljem redu, to se ipak nije dogodilo. U intervjuu za The Guardian, Robinho je izjavio da je zbog činjenice što se radi o velikom klubu i dvojice prijatelja (Jo i Elano) odlučio prijeći u City. Već u svom prvom nastupu za klub, 13. rujna 2008. godine, zabio je i prvi pogodak u utakmici koju su kod kuće izgubili baš od Chelsea s 3-1. Dne 26. listopada zabio je prvi hat-trick protiv Stoke Cityja, a prvi europski pogodak za Manchester City zabio je 6. studenog u 3-2 pobijedi protiv Twentea. Utakmicu protiv Hull Cityja započeo je kao kapetan momčadi nakon što je Richard Dunne suspendiran zbog kartona. Utakmica je završila rezultatom 2-2.
Dana 19. travnja zabio je trinaesti ligaški pogodak za Manchester City u 2-1 pobjedi u gostima protiv Evertona što je ujedno označilo i prvu gostujuću pobjedu tog kluba još od 31. kolovoza 2008. godine. Sljedećeg tjedna zabio je treći uzastopni pogodak u tri utakmice, ovaj put protiv Blackburn Roversa u 3-1 pobijedi. Robinho je sezonu završio kao najbolji strijelac Manchester Cityja s 14 pogodaka što ga je smjestilo na četvrto mjesto najboljih strijelaca kompletne lige. 
Međutim, njegova sljedeća sezona u Cityju nije bila niti izbliza tako uspješna. Zbog ozljede nije igrao tri mjeseca pa je sezonu završio odigravši tek 12 utakmica (od čega njih 10 u ligi) te zabivši samo jedan pogodak (u FA kupu protiv niželigaškog kluba Scunthorpea). Zbog svega toga zatražio je odlazak iz kluba u siječnju 2010. godine.

#### Povratak u Santos
Dana 28. siječnja 2010. godine Robinho se vratio u svoj matični klub Santos gdje će se sljedećih šest mjeseci nalaziti na posudbi. Javno je izjavio da bi u Cityju igrao svaku drugu utakmicu i da si zbog nadolazećeg Svjetskog nogometnog prvenstva to ne može dopustiti i da želi igrati svaku utakmicu. Došao je u Santos nakon što je odbio prijeći u São Paulo. Baš u utakmici protiv São Paula zabio je svoj prvi pogodak nakon povratka u Santos. Rezultat je bio 2-1 u korist Santosa. U posljednjoj utakmici koju je odigrao za Santos, 4. kolovoza, pomogao je svom klubu da po prvi put u klupskoj povijesti osvoje brazilski kup. Ubrzo nakon toga Robinho je izjavio da bi više volio ostati u Santosu nego se vratiti u Englesku. Međutim, Manchester City je odbio produžiti razdoblje posudbe, a Santos nije dao ponudu za kupnju.

#### Povratak u Manchester City
U kolovozu 2010. godine Robinho se vratio treninzima u Manchester City, ali je izjavio da traži odlazak iz kluba prije kraja ljetnog prijelaznog roka, 31. kolovoza. Turski klubovi Fenerbahçe i Beşiktaş započeli su pregovore s Manchester Cityjem oko transfera, ali je Robinho odbio igrati u turskoj ligi, rekavši da bi rađe zaigrao u Španjolskoj ili Italiji.

### A.C. Milan
Dana 31. kolovoza 2010. godine Robinho je službeno prešao u AC Milan nakon što je potpisao četverogodišnji ugovor. Prvu utakmicu odigrao je ulaskom s klupe u porazu od 2-0 protiv novog prvoligaša Cesene. U početnoj jedanaestorici započeo je po prvi puta u utakmici protiv Genoe koju je Milan dobio s 1-0. Prvi zgoditak postigao je u sudačkoj nadoknadi utakmice protiv Chieva koja je završila rezultatom 3-1, 16. listopada 2010. godine. Sljedećeg tjedna ponovno je zabio pogotak protiv Napolija, 25. listopada 2010. godine. Također je postigao i vodeći pogodak protiv Sampdorije, ali je utakmica na kraju završila 1-1. 
Dana 4. prosinca 2010. godine zabio je drugi pogodak za Milan u utakmici protiv Brescie koja je završila rezultatom 3-0. 8 dana kasnije, 12. prosinca, ponovno je zabio drugi pogodak u 3:0 pobjedi protiv Bologne.

### Atlético Mineiro
U veljači 2016. godine je Robinho potpisao dvogodišnji ugovor s Atlético Mineirom. Robinho je imao jednogodišnji ugovor s kineskim prvakom Guangzhou Evergrandeom koji je istekao početkom veljače, a Brazilac više nije imao želju ostati u Kini. Iako su mediji očekivali da potpiše ugovor sa svojim klubom Santosom, za koji je igrao čak u tri navrata, Robinho se odlučio za Atlético Mineiro iz Belo Horizontea.

### Turska epizoda

#### Sivasspor
U siječnju 2018. godine je Brazilac neočkivano potpisao za tadašnjeg osmo plasiranog turskog prvoligaša Sivasspor. U Sivasu je Robinho potpisao na godinu i pol dana. Stigao je u Aziju, nakon što mu je istekao ugovor s Atléticom Mineirom.

#### İstanbul Başakşehir
Nakon godinu dana je se Robinho preselio iz Sivasspora u istanbulski Başakşehir, mjesec dana prije svog 35-tog rođendana. Nakon jedne sezone je turski klub odlučio produžiti ugovor s Brazilcem na jednu sezonu u 2019. godini.

## Međunarodna karijera
Za brazilsku nogometnu reprezentaciju Robinho je debitirao 13. srpnja 2003. godine u utakmici protiv Meksika koju je Brazil izgubio rezultatom 1:0. Robinho je bio član reprezentacije na kupu konfederacija 2005. godine kojeg je Brazil na kraju i osvojio.
Međutim, tijekom Copa America 2007. godine bio je u top formi. Tijekom turnira nosio je dres s brojem 11, isti broj koji je nosio njegov idol iz djetinjstva – Romario. Tijekom razigravanja po skupinama, postigao je sva četiri pogotka za Brazil, uključujući i hat-trick protiv Čilea, te jedanaesterac protiv Ekvadora. Posljednja dva pogotka na turniru postigao je u uvjerljivoj 6-1 pobjedi protiv Čilea u četvrtinifinala turnira. Robinho je osvojio dvije nagrade koje se dodjeljuju nakon turnira: proglašen je igračem turnira i najboljim strijelcem. 
Dana 28. lipnja 2009. godine bio je član brazilske nogometne reprezentacije koja je osvojila kup konfederacija u Južnoj Africi. Igrao je u svakoj utakmici, uključujući i finale protiv reprezentacije SAD-a koju je Brazil dobio s 3:2. Dana 28. lipnja 2010. godine zabio je pogodak protiv Čilea u osminifinala Svjetskog nogometnog prvenstva u Južnoj Africi koju je Brazil dobio s 3:0. 

## Osobni život
Godine 2009. Robinho je oženio Vivian Guglielmetti. Zajedno imaju sina Robsona Jr.
U siječnju 2009. godine Robinho je uhićen i pritvoren nakon sumnje u seksualno napastovanje. U travnju je policija iz West Yorkshirea objavila da neće više razmatrati navedeni slučaj.

## Vanjske poveznice
- Stranica o Robinhu  Arhivirana inačica izvorne stranice od 5. veljače 2012. (Wayback Machine)
- Profil na FootballDatabase